# Tecolote
Tecolote è un census-designated place (CDP) della contea di San Miguel, Nuovo Messico, Stati Uniti. La popolazione era di 298 abitanti al censimento del 2010. La comunità è situata lungo la Interstate 25 all'uscita 335.

## Geografia fisica
Secondo l'Ufficio del censimento degli Stati Uniti, ha una superficie totale di 5,63 mi² (14,58 km²).

## Società

### Evoluzione demografica
Secondo il censimento del 2010, la popolazione era di 298 abitanti.